# Nor Azhar Hamid
Nor Azhar Hamid (Nor Azhar Hamid Abdul; * 8. Februar 1949) ist ein ehemaliger singapurischer Hochspringer.
1970 wurde er bei den British Commonwealth Games in Edinburgh Neunter.
Bei den Olympischen Spielen 1972 schied er in der Qualifikation aus.
1974 wurde er bei den British Commonwealth Games in Christchurch Sechster.
Bei den Südostasienspielen siegte er 1969 in Rangoon, 1973 in Singapur (mit seiner persönlichen Bestleistung von 2,12 m) und 1975 in Bangkok.